# 159743 Kluk
159743 Kluk este un asteroid din centura principală de asteroizi.

## Descriere
159743 Kluk este un asteroid din centura principală de asteroizi. A fost descoperit pe 23 martie 2003 la Observatorul Kleť, în cadrul proiectului KLENOT. Asteroidul prezintă o orbită caracterizată de o semiaxă mare de 2,34 ua, o excentricitate de 0,20 și o înclinație de 2,4° în raport cu ecliptica.